# Walter Bénéteau
Walter Bénéteau (Les Essarts, 18 juli 1972 – Bali, 11 december 2022) was een Frans wielrenner. Bénéteau werd in 2000 prof en reed zijn hele carrière voor Bouygues Télécom. Hij kreeg er eind januari 2007 geen nieuw contract. Toen hij bij geen enkele andere ploeg een contract kon krijgen, besloot hij afscheid te nemen van de wielersport.
Daarna vervulde hij nog verschillende pr-functies voor de ploegen TotalEnergies en B&B Hotels.
De vijftigjarige Bénéteau werd dood gevonden in zijn hotelkamer op het Indonesische eiland Bali.

## Belangrijkste overwinningen
1996
Ronde van Guadeloupe
1997
Ronde van de Finistère
2000
Boucles de l'Aulne
2003
Boucles de l'Aulne

## Resultaten in voornaamste wedstrijden
| Jaar | Ronde van Italië | Ronde van Frankrijk | Ronde van Spanje |
| ---- | ---------------- | ------------------- | ---------------- |
| 2000 |                  | 71e                 |                  |
| 2001 |                  | 42e                 |                  |
| 2002 |                  | 117e                |                  |
| 2003 |                  | 59e                 |                  |
| 2004 |                  | 102e                |                  |
| 2005 | 105e             | 68e                 |                  |
| 2006 |                  | 110e                | 83e              |

| Jaar | Milaan-San Remo | Amstel Gold Race | Luik-Bast.‑Luik | Bretagne Classic |
| ---- | --------------- | ---------------- | --------------- | ---------------- |
| 2000 |                 |                  |                 | ↑                |
| 2001 |                 |                  |                 | 80e              |
| 2002 |                 |                  | 75e             | 75e              |
| 2003 |                 |                  | 23e             | 45e              |
| 2004 |                 |                  | 130e            |                  |
| 2005 |                 |                  |                 |                  |
| 2006 | 57e             | 92e              | 59e             |                  |